# Saalbau Witten

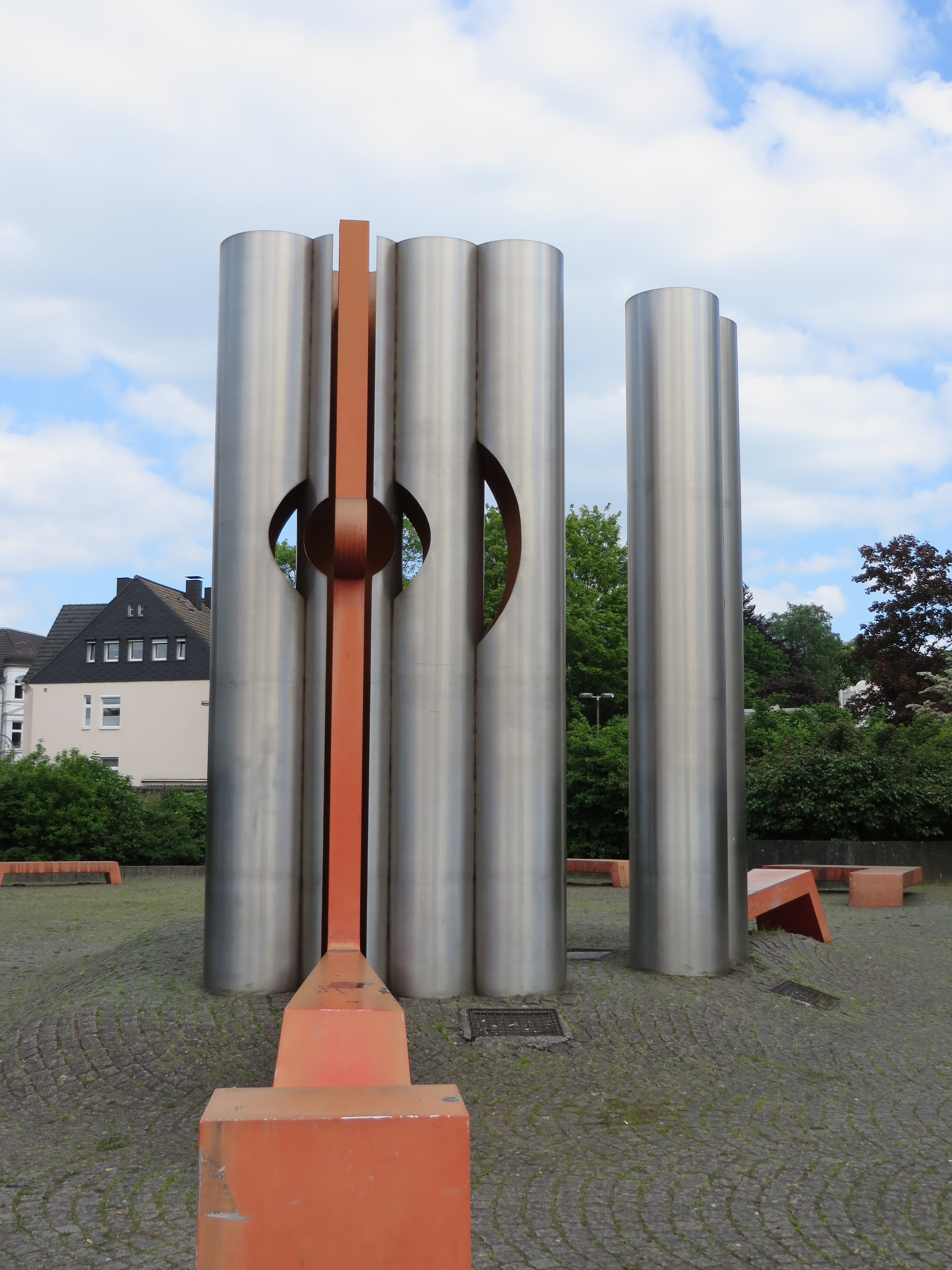
Skulptur Platzgestaltung von Gerlinde Beck vor dem Saalbau

Der Saalbau Witten ist eine multifunktionale Veranstaltungshalle für Veranstaltungen mit bis zu 1000 Personen. Mit jährlich über 250 Veranstaltungen wie Konzerten, Schauspiel und Tagungen erreicht der Saalbau etwa 100.000 Besucher. Er liegt zentral am Rand der Innenstadt Wittens.
Zu erreichen ist der Saalbau Witten mit den Buslinien 320, 371, 375, 376 und 379, sowie mit der Nachtbuslinie NE18. Der Wittener Hauptbahnhof ist fußläufig in wenigen Minuten erreichbar.

## Geschichte
Nach der Zerstörung des Voss’schen Saals im Zweiten Weltkrieg musste die Bevölkerung von Witten lange Zeit ohne einen größeren Versammlungs- und Veranstaltungsraum auskommen. Alle Ressourcen wurden für den Wiederaufbau von Wohnungen, Schulen und Einrichtungen des Gesundheits- und Sozialwesens genutzt.
Zunächst stand man dem Bau einer Wittener Mehrzweckhalle skeptisch gegenüber. Ablehnung und Zurückhaltung überwogen in allen Fraktionen. Erst durch den Einsatz des damaligen Oberstadtdirektors Emil Dreidoppel und des Kulturausschuss-Vorsitzenden Karl Hoffmann erkannte der Rat der Stadt die Notwendigkeit und ließ im Jahr 1966 eine Untersuchung durch die städtische Bauverwaltung einleiten.
Um die umfangreiche Aufgabe zu bewältigen, wurde aus Mitarbeitern des Hochbauamtes 1969 ein selbstständiger Saalbaustab gebildet. Als die Pläne 1971 fertig waren, zeigte sich, dass die ursprünglich veranschlagte Summe von 26 Millionen DM viel zu niedrig war. Während der Planungsphase war es zu unvorhersehbaren Kostensteigerungen gekommen. Ende 1971 wurde dann ein Plan vorgelegt, der die Zustimmung der politischen Ausschüsse fand.
Wie dem Sachbericht von Rolf G. Neuhaus zu entnehmen ist, konnte 1972 mit den Bauarbeiten auf dem Gelände der ehemaligen Zeche Franziska begonnen werden. Noch im Oktober 1972 wurde der Grundstein durch den damaligen Oberbürgermeister Friedhelm Ottlinger gelegt. Nach nur drei Jahren Bauzeit öffnete der Saalbau Witten am 19. September 1975 mit einem großen Eröffnungsfest die Türen für seine Besucher.

## Gebäude

### Das Foyer
Das 539 m² große, offen gestaltete Foyer wird als Empfangs- und Veranstaltungsort genutzt. Es beheimatet die Saalbaukasse und die Garderoben.

### Der Theatersaal/Karl-Hoffmann-Saal
Der Saal bietet 793 feste Sitzplätze mit uneingeschränktem Blick auf die Bühne.
Die 150 m² große Bühne verfügt über eine Drehbühne mit einem Durchmesser von 12 m.
Die fahrbare Vorbühne kann als Szenenfläche, als Orchestergraben oder komplett bestuhlt genutzt werden.

### Der Festsaal
Der Festsaal verfügt über eine Gesamtfläche von 745 Quadratmetern und bietet Platz für bis zu 1000 Personen. Der Saal lässt sich in zwei Teile teilen, wodurch zwei voneinander unabhängige Veranstaltungsorte entstehen können. Besonders erwähnenswert sind die Stufenterrassen.

## Heutige Nutzung
Der Saalbau Witten wird vom Kulturforum Witten vermarktet und bewirtschaftet. Es finden darin Theater- und Ballettaufführungen, Kabarettveranstaltungen und Tagungen statt. Der Saalbau ist Spielstätte vieler gastierender Bühnen, Ensembles, Künstler und Kulturschaffenden, vor allem aber die Bühne der theatertragenden Vereine der Stadt Witten, wie der Wittener Kulturgemeinde, der Theatergemeinde Volksbühne Witten sowie des Wittener Kinder- und Jugendtheaters. Bekannte Künstler wie Jürgen von der Lippe, Rüdiger Hoffmann, Herbert Knebel oder Volker Pispers treten hier regelmäßig mit ihren Bühnenprogrammen auf. Seit 2012 ist das Stadtarchiv Witten im Saalbau untergebracht.